# オ・ビセード

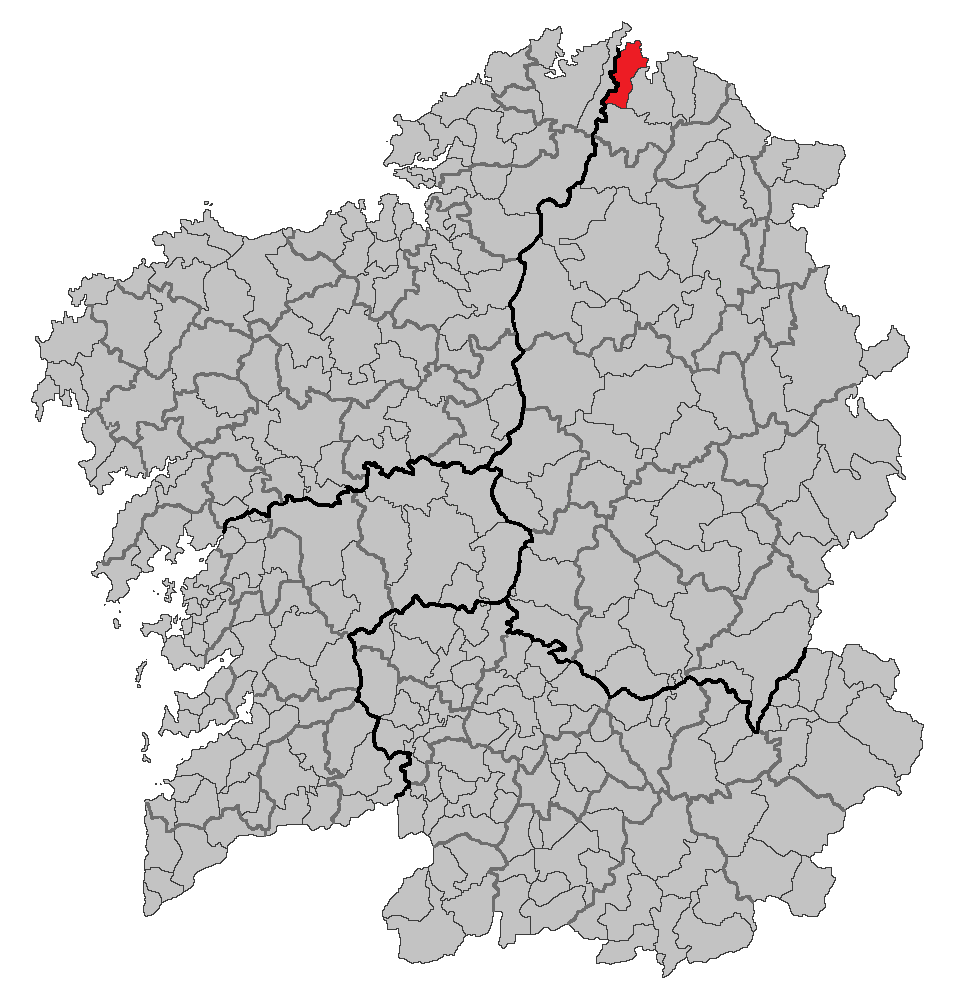

オ・ビセード（O Vicedo）は、スペイン、ガリシア州、ルーゴ県の自治体で、コマルカ・ダ・マリーニャ・オクシデンタルに属する。スペイン国立統計局によれば、2010年の人口は1,973人（2009年：2,011人、2006年:2,090人、2005年:2,146人、2004年:2,181人、2003年:2,228人）。住民呼称は、男女同形のvicedense。
ガリシア語話者の自治体住民に占める割合は98.41％（2001年）。

## 地理
オ・ビセードはルーゴ県の北西部に位置し、コマルカ・ダ・マリーニャ・オクシデンタルに属する。北は大西洋とリア・ド・バルケイロに面し、東はビベイロと、南はオウロルと、西はア・コルーニャ県のマニョンの各自治体と隣接する。自治体中心地区はオ・ビセード教区のオ・ビセード地区。

### 人口
| オ・ビセードの人口推移 1900－2010                       |
|                                                         |
| 出典:INE（スペイン国立統計局）1900年 - 1991年、1996年 - |

## 政治
自治体首長はガリシア国民党（PPdeG）のホセ・ヘスス・ノーボ・マルティネス（José Jesús Novo Martínez）、自治体評議員はガリシア国民党：7、ガリシア民族主義ブロック（BNG）：2、ガリシア社会党（PSdeG-PSOE）：2となっている（2007年の自治体選挙の結果、得票順）。

## 教区
オ・ビセードは7の教区に分けられている。太字は自治体中心地区のある教区。
- カバーナス（サンタ・マリーア）
- モセンデ（サン・ペドロ）
- リーオ・バルバ（サン・パウロ）
- サン・ミゲル・デ・ネグラーダス（サン・ミゲル）
- サン・ロマン・デ・バレ（サン・ロマン）
- スエゴス（サンタ・マリーア）
- オ・ビセード（サント・エステーボ）